# Campeonato Universal del CMLL (2009)
El Campeonato Universal 2009 fue la primera edición del Campeonato Universal del CMLL, un torneo de lucha libre profesional producido por el Consejo Mundial de Lucha Libre. Tuvo lugar del 5 de junio al 19 de junio de 2009 desde la Arena México en la Ciudad de México.

## Desarrollo

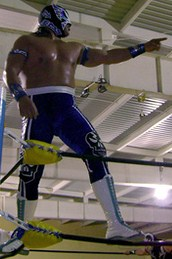
Último Guerrero es el primer ganador del Campeonato Universal del CMLL 2009.

El torneo para elegir ganador se decidió por medio de una competición con formato de eliminación directa, donde El Texano, Jr. resultó ser el ganador de la primera eliminatoria, la cual se realizó el 5 de junio. En la segunda eliminatoria realizada el 12 de junio, Último Guerrero se alsó con la victoria tras vencer a Místico. La final del torneo se llevó a cabo desde "La Catedral de la Lucha Libre", la majestuosa Arena México el 19 de junio de 2009, donde "El Luchador de Otro Nivel" Último Guerrero derrotó a "El Gabacho de Oro" El Texano, Jr. luego de 16 minutos de combate en un Two Out of Three Falls Match, convirtiéndose así en el primer campeón de este nuevo torneo.

## Participantes
| Luchador:            | Campeonato:                                                                          |
| -------------------- | ------------------------------------------------------------------------------------ |
| Averno               | Campeonato Mundial de Peso Medio del CMLL Campeonato Mundial de Peso Medio de la NWA |
| Black Warrior        | Campeonato Nacional de Tríos                                                         |
| Dragón Rojo, Jr.     | Campeonato Nacional de Tríos                                                         |
| Ephesto              | Campeonato Mundial de Peso Semicompleto del CMLL                                     |
| El Hijo del Fantasma | Campeonato Mundial de Tríos del CMLL                                                 |
| El Texano Jr.        | Campeonato Mundial de Peso Semicompleto de la NWA                                    |
| Héctor Garza         | Campeonato Mundial de Tríos del CMLL                                                 |
| La Máscara           | Campeonato Mundial de Tríos del CMLL                                                 |
| La Sombra            | Campeonato Mundial en Parejas del CMLL                                               |
| Máscara Dorada       | Campeonato Mundial de Peso Superligero del CMLL                                      |
| Mephisto             | Campeonato Mundial de Peso Wélter de la NWA                                          |
| Místico              | Campeonato Nacional de Peso Semicompleto                                             |
| Negro Casas          | Campeonato Mundial de Peso Wélter del CMLL                                           |
| Sangre Azteca        | Campeonato Nacional de Peso Wélter Campeonato Nacional de Tríos                      |
| Último Guerrero      | Campeonato Mundial de Peso Completo del CMLL                                         |
| Volador, Jr.         | Campeonato Mundial en Parejas del CMLL                                               |

## Torneo
|  | Primera ronda        | Primera ronda   | Primera ronda   |                 |   | Cuartos de final | Cuartos de final | Cuartos de final |  |                | Semifinales    | Semifinales    | Semifinales |  |  | Final | Final | Final |  |
|  |                      |                 |                 |                 |   |                  |                  |                  |  |                |                |                |             |  |  |       |       |       |  |
|  |                      |                 |                 |                 |   |                  |                  |                  |  |                |                |                |             |  |  |       |       |       |  |
|  | Black Warrior        | Black Warrior   | W               |                 |   |                  |                  |                  |  |                |                |                |             |  |  |       |       |       |  |
|  | Black Warrior        | Black Warrior   | W               |                 |   |                  |                  |                  |  |                |                |                |             |  |  |       |       |       |  |
|  | Máscara Dorada       |                 |                 |                 |   |                  |                  |                  |  |                |                |                |             |  |  |       |       |       |  |
|  |                      | Black Warrior   |                 |                 |   |                  |                  |                  |  |                |                |                |             |  |  |       |       |       |  |
|  |                      |                 |                 |                 |   |                  |                  |                  |  |                |                |                |             |  |  |       |       |       |  |
|  |                      |                 | El Texano, Jr.  | El Texano, Jr.  | W |                  |                  |                  |  |                |                |                |             |  |  |       |       |       |  |
|  | El Hijo del Fantasma |                 | El Texano, Jr.  | El Texano, Jr.  | W |                  |                  |                  |  |                |                |                |             |  |  |       |       |       |  |
|  |                      |                 |                 |                 |   |                  |                  |                  |  |                |                |                |             |  |  |       |       |       |  |
|  | El Texano, Jr.       | El Texano, Jr.  | W               |                 |   |                  |                  |                  |  |                |                |                |             |  |  |       |       |       |  |
|  | El Texano, Jr.       | El Texano, Jr.  | W               |                 |   |                  |                  |                  |  | El Texano, Jr. | El Texano, Jr. | W              |             |  |  |       |       |       |  |
|  |                      |                 |                 |                 |   |                  |                  |                  |  | El Texano, Jr. | El Texano, Jr. | W              |             |  |  |       |       |       |  |
|  |                      |                 | La Sombra       |                 |   |                  |                  |                  |  |                |                |                |             |  |  |       |       |       |  |
|  | Averno               | Averno          | W               |                 |   |                  |                  |                  |  |                |                |                |             |  |  |       |       |       |  |
|  | Averno               | Averno          | W               |                 |   |                  |                  |                  |  |                |                |                |             |  |  |       |       |       |  |
|  | Dragón Rojo, Jr.     |                 |                 |                 |   |                  |                  |                  |  |                |                |                |             |  |  |       |       |       |  |
|  |                      | Averno          |                 |                 |   |                  |                  |                  |  |                |                |                |             |  |  |       |       |       |  |
|  |                      |                 |                 |                 |   |                  |                  |                  |  |                |                |                |             |  |  |       |       |       |  |
|  |                      |                 | La Sombra       | La Sombra       | W |                  |                  |                  |  |                |                |                |             |  |  |       |       |       |  |
|  | La Sombra            | La Sombra       | La Sombra       | La Sombra       | W | W                |                  |                  |  |                |                |                |             |  |  |       |       |       |  |
|  | La Sombra            | La Sombra       |                 |                 |   |                  |                  |                  |  |                |                |                |             |  |  |       |       |       |  |
|  | Sangre Azteca        |                 |                 |                 |   |                  |                  |                  |  |                |                |                |             |  |  |       |       |       |  |
|  |                      |                 |                 |                 |   |                  |                  |                  |  |                |                | El Texano, Jr. |             |  |  |       |       |       |  |
|  |                      |                 |                 |                 |   |                  |                  |                  |  |                |                |                |             |  |  |       |       |       |  |
|  |                      |                 | Último Guerrero | Último Guerrero | W |                  |                  |                  |  |                |                |                |             |  |  |       |       |       |  |
|  | Héctor Garza         | Héctor Garza    | Último Guerrero | Último Guerrero | W | W                |                  |                  |  |                |                |                |             |  |  |       |       |       |  |
|  | Héctor Garza         | Héctor Garza    |                 |                 |   |                  |                  |                  |  |                |                |                |             |  |  |       |       |       |  |
|  | Mephisto             |                 |                 |                 |   |                  |                  |                  |  |                |                |                |             |  |  |       |       |       |  |
|  |                      | Héctor Garza    |                 |                 |   |                  |                  |                  |  |                |                |                |             |  |  |       |       |       |  |
|  |                      |                 |                 |                 |   |                  |                  |                  |  |                |                |                |             |  |  |       |       |       |  |
|  |                      |                 | Místico         | Místico         | W |                  |                  |                  |  |                |                |                |             |  |  |       |       |       |  |
|  | Ephesto              |                 | Místico         | Místico         | W |                  |                  |                  |  |                |                |                |             |  |  |       |       |       |  |
|  |                      |                 |                 |                 |   |                  |                  |                  |  |                |                |                |             |  |  |       |       |       |  |
|  | Místico              | Místico         | W               |                 |   |                  |                  |                  |  |                |                |                |             |  |  |       |       |       |  |
|  | Místico              | Místico         | W               |                 |   |                  | Místico          |                  |  |                |                |                |             |  |  |       |       |       |  |
|  |                      |                 |                 |                 |   |                  |                  |                  |  |                |                |                |             |  |  |       |       |       |  |
|  |                      |                 | Último Guerrero | Último Guerrero | W |                  |                  |                  |  |                |                |                |             |  |  |       |       |       |  |
|  | Último Guerrero      | Último Guerrero | Último Guerrero | Último Guerrero | W | W                |                  |                  |  |                |                |                |             |  |  |       |       |       |  |
|  | Último Guerrero      | Último Guerrero |                 |                 |   |                  |                  |                  |  |                |                |                |             |  |  |       |       |       |  |
|  | Volador, Jr.         |                 |                 |                 |   |                  |                  |                  |  |                |                |                |             |  |  |       |       |       |  |
|  |                      | Último Guerrero | Último Guerrero | W               |   |                  |                  |                  |  |                |                |                |             |  |  |       |       |       |  |
|  |                      |                 |                 | W               |   |                  |                  |                  |  |                |                |                |             |  |  |       |       |       |  |
|  |                      |                 | Negro Casas     |                 |   |                  |                  |                  |  |                |                |                |             |  |  |       |       |       |  |
|  | La Máscara           |                 |                 |                 |   |                  |                  |                  |  |                |                |                |             |  |  |       |       |       |  |
|  |                      |                 |                 |                 |   |                  |                  |                  |  |                |                |                |             |  |  |       |       |       |  |
|  | Negro Casas          | Negro Casas     | W               |                 |   |                  |                  |                  |  |                |                |                |             |  |  |       |       |       |  |
|  | Negro Casas          | Negro Casas     | W               |                 |   |                  |                  |                  |  |                |                |                |             |  |  |       |       |       |  |
|  |                      |                 |                 |                 |   |                  |                  |                  |  |                |                |                |             |  |  |       |       |       |  |